# Domenico Dragonetti

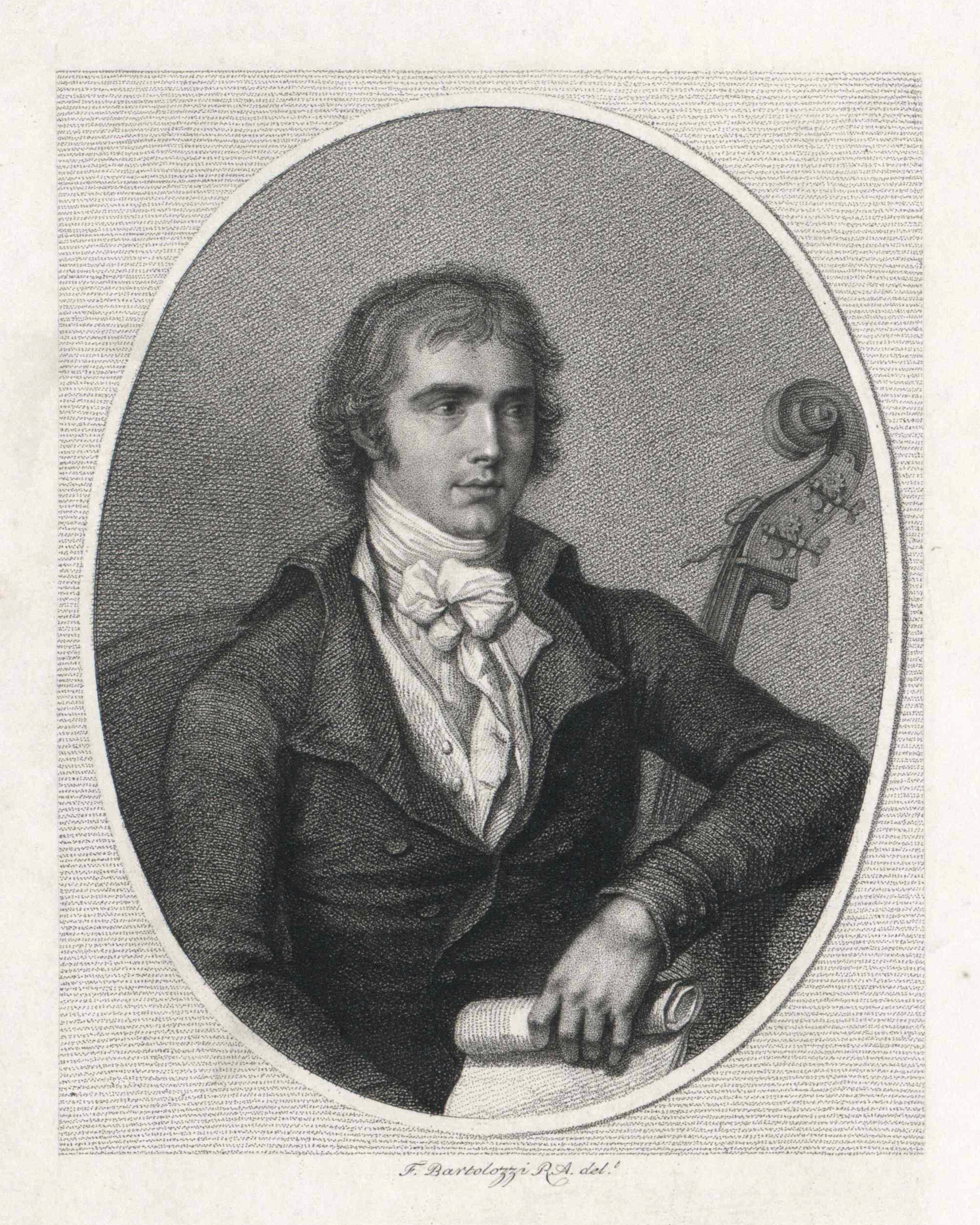
Domenico Dragonetti

Domenico Carlo Maria Dragonetti (Venetië, 7 april 1763 — Londen, 16 april 1846) was een Italiaans contrabassist en componist.
Dragonetti, bekend als de "Paganini van de contrabas", werd in april 1763 in Venetië geboren. Michele Berini was zijn leraar. Met 13 jaar speelde hij reeds "Primo Basso"in de Opera buffa en kort daarna in de Grand Opera Seria.
Hij speelde samen met violist Niccolo Mestrino.
In 1794 ging hij naar Londen, waar hij samen met violist Viotti samenspeelde in de tijd dat Clementi met een nieuwe sinfonie kwam. Ook ontmoette hij daar in 1795 Joseph Haydn; beiden hadden een voorliefde voor poppen, waarvan Dragonetti een grote verzameling had. In 1799 waren ze samen in Wenen. Een aanbod van vorst Esterhazy werd door Dragonetti afgewezen, daar hij onafhankelijk wilde blijven. Gedurende de Franse bezetting van Wenen was Dragonetti bepaald geen vriend van Napoleon en trad weinig op uit angst dat hij in Parijs zou moeten optreden. Hij heeft Napoleon overigens wel in Parijs ontmoet. In Wenen speelde hij samen met Simon Sechter, leraar van Nottebohm, Vieuxtemps, Thalberg en Bruckner. In 1816 werd hij lid van de Philharmonic Society of London. Rossini schreef hem in verband met lesgeven aan het conservatorium te Parijs over een strijkstok, en vroeg wat het voordeel is van een kwartenstemming boven de Franse kwintenstemming.
Op zijn 81ste speelde Dragonetti nog eigen composities (op 16 april 1845).

Ook maakte hij transcripties van o.a. Mozarts Don Giovanni en van koraalvoorspelen en fuga's van J.S.Bach.
Op 7 april 1831 dineerde hij met Paganini.
Zijn eerste contrabas is vermaakt aan het Museo della Basilica in Venetië. Een tweede solobas bevindt zich in Toronto: een Gasparo da Salò uit 1600.
In 1799 was de eerste kennismaking met Beethoven; zij speelden samen de cellosonate op.5 nr.2, waarna Beethoven Dragonetti spontaan omhelsde, en vele ontmoetingen volgden. Bij de 9de symfonie vroeg Karl Holz aan Beethoven: "Heeft u bij het recitatief aan Dragonetti gedacht?" Dragonetti zelf beweerde dat Beethoven de gehele symfonie voor hém had geschreven. A.C. White beweerde dat bij de eerste uitvoering in Londen, op 21 januari 1825, het recitatief en Presto door Dragonetti alleen werd gespeeld. Wat zeker is dat Beethoven in de 9e symfonie Dragonetti's krachtige zangtoon sublimeerde in een hogere vorm van virtuositeit en de basstem tot spreker van het orkest maakte.
In 1845 werd Dragonetti op 82-jarige leeftijd uitgenodigd voor een Beethovenfestival in Bonn. Hij was daar aanvoerder van 13 kontrabassen. Berlioz zei bij die gelegenheid dat hij het scherzo in de 5e Symfonie nog nooit zo krachtig en gaaf had horen spelen. Het jaar daarop overleed Dragonetti aan chronische waterzucht.
- Biblioteca Nacional de España: XX1730526
- Bibliothèque nationale de France: cb122344176 (data)
- CiNii: DA10834366
- Gemeinsame Normdatei: 116194472
- International Standard Name Identifier: 0000 0001 0915 467X
- Library of Congress Control Number: n80138512
- Nationale Bibliotheek van Letland: 000166893
- MusicBrainz: b0eeb8ca-534c-4afe-87db-e003f776704b
- Nationale Bibliotheek van Tsjechië: xx0103754
- Nationale Bibliotheek van Israël: 987007282988905171
- Nederlandse Thesaurus van Auteursnamen: 083201378
- Istituto Centrale per il Catalogo Unico: MUSV023182
- SNAC: w67s7wc8
- Système universitaire de documentation: 151032815
- Trove: 1507057
- Virtual International Authority File: 73907124
- WorldCat: E39PBJqfFgWWHR4BPqdpV8D6rq